# Нгера, Акапуси
Акапуси Нгера (фидж. Akapusi Qera; 24 апреля 1984, Сува, Фиджи) — фиджийский регбист, игрок национальной сборной Фиджи и французского клуба «Ажен», выступающий на позициях фланкера и стягивающего. Также выступает за выставочную команду «Барбарианс».

## Карьера
Первым профессиональным клубом в карьере Нгеры стал фиджийский «Коустал Стэллионз», за который он выступал в сезоне 2005/06. В это же время начал вызываться в молодёжную сборную. За «Стэллионз» провёл семь матчей, сделав семь попыток.
В 2006 году переехал в Англию, начав выступать за «Пертемпс Биз» в чемпионате Регбийного союза. По итогам сезона 2006/07 стал лучшим игроком команды и третьим в чемпионате по числу попыток (16).
Перед стартом сезона 2007/08 перешёл в «Глостер», выступающий в Премьер-лиге. 17 января 2008 года продлил контракт с клубом до 2010 года. 19 апреля 2008 года сделал хет-трик в матче против «Лидс Карнеги». В мае 2008 года был номинирован на приз Игроку года, в голосовании занял третье место.
В июле 2008 года перенёс операцию на передней крестообразной связке, из-за чего пропустил большую часть сезона 2008/09, сыграв всего в шести матчах.
24 января 2010 года сделал хет-трик в игре Кубка Хайнекен против «Ньюпорт Гвент Дрэгонс». Всего в сезоне 2009/10 сделал 10 попыток в 31 игре за клуб. По итогам сезона был признан Игроком года в составе «Глостера».
В начале сезона 2010/11 перенёс паралич Белла. Суммарно провёл 20 игр за сезон во всех турнирах.
В феврале 2012 года продлил контракт с «Глостером» ещё на два года. Также, впервые, получил приглашение выступить за команду «Барбарианс». Сыграл за них в матче против сборной Англии в Туикенеме. Всего за сезон 2011/12 провёл 24 матча во всех турнирах и вошёл в символическую сборную чемпионата Англии по версии Rugby Paper.
В сезоне 2012/13 сыграл в 29 матчах. По итогам чемпионата вошёл в шорт-лист из шести претендентов на звание Игрока года в Премьер-лиге.
14 декабря 2013 года о переходе из «Глостера» в «Тулузу» с 1 января 2014 года.
14 июня 2014 года покинул «Тулузу», перейдя в стан принципиального соперника — «Монпелье Эро».
1 июня 2017 года подписал контракт с вернувшимся в Топ 14 «Аженом».

## Сборная
Выступал за юношескую и молодёжную сборные Фиджи. В составе главной команды дебютировал в 2005 году в игре против Самоа.
В 2007 году вошёл в состав сборной на Кубок мира. Сделал две попытки в игре против Японии и одну в матче с Уэльсом. В 1/4 финала сборная Фиджи уступила будущему победителю турнира — команде ЮАР.
В 2009 году вывел сборную на матч против Шотландии в качестве капитана.
В 2011 году стал вице-капитаном команды на Кубке мира, на котором сборная Фиджи не смогла выйти из группы.